# Torre Annunziata
Torre Annunziata er en italiensk by ved foden af Vesuv i regionen Campania sydøst for Napoli. Byen har ca. 48.000 indbyggere.
Det, der har gjort byen kendt, er fundet af den romerske villa, Oplontis, i 1964. Villaen blev i lighed med Pompeii og Herculaneum ødelagt ved Vesuvs udbrud i 79 f.Kr. Den menes at have tilhørt kejserinde Poppea. Villaen viser hvordan meget velhavende romere har boet, og den er meget velbevaret, bl.a. ses flere meget velbevarede vægmalerier. Det er muligt at besøge villaen.
Villaen blev sammen med Pompeii og Herculaneum optaget på UNESCOs verdensarvsliste i 1997.